# Memoriał Alfreda Smoczyka 2013
Memoriał Memoriał Alfreda Smoczyka 2013 – rozegrane po raz 63. w Lesznie zawody żużlowe, mające na celu upamiętnienie polskiego żużlowca Alfreda Smoczyka, który zginął tragicznie w 1950 roku. W memoriale zwyciężył Polak Janusz Kołodziej.

## Wyniki
- Leszno, 27 września 2013

| Msc. | Zawodnik              | Klub                   | Pkt   |             |  |
| ---- | --------------------- | ---------------------- | ----- | ----------- |  |
| 1    | Janusz Kołodziej      | Unia Tarnów            | 15    | (3,3,3,3,3) |  |
| 2    | Jarosław Hampel       | Falubaz Zielona Góra   | 12 +3 | (2,2,3,3,2) |  |
| 3    | Piotr Świderski       | Start Gniezno          | 12 +2 | (2,3,2,2,3) |  |
| 4    | Tobiasz Musielak      | Unia Leszno            | 11    | (3,3,3,1,1) |  |
| 5    | Piotr Protasiewicz    | Falubaz Zielona Góra   | 9     | (3,0,2,2,2) |  |
| 6    | Grzegorz Zengota      | Unia Leszno            | 9     | (1,1,2,3,2) |  |
| 7    | Krzysztof Buczkowski  | Polonia Bydgoszcz      | 6     | (0,t,3,0,3) |  |
| 8    | Przemysław Pawlicki   | Unia Leszno            | 6     | (0,1,2,0,3) |  |
| 9    | Nicki Pedersen        | Stal Rzeszów           | 6     | (2,3,1,0,w) |  |
| 10   | Damian Baliński       | Unia Leszno            | 6     | (3,2,1,w,d) |  |
| 11   | Andreas Jonsson       | Falubaz Zielona Góra   | 6     | (1,2,0,2,1) |  |
| 12   | Łukasz Jankowski      | Stal Gorzów Wlkp.      | 5     | (1,2,0,2,0) |  |
| 13   | Adam Skórnicki        | Ostrovia Ostrów Wlkp.  | 5     | (0,1,1,1,2) |  |
| 14   | Fredrik Lindgren      | Unia Leszno            | 4     | (1,0,0,3,0) |  |
| 15   | Peter Kildemand       | Orzeł Łódź             | 4     | (2,0,0,1,1) |  |
| 16   | Andžejs Ļebedevs      | SK Lokomotīve Dyneburg | 3     | (0,1,1,w,1) |  |
| 17   | rez. Michał Piosicki  | Unia Leszno            | 1     | (1)         |  |
| 18   | rez. Daniel Kaczmarek | Kolejarz Opole         | 0     | (0)         |  |

Bieg po biegu:
1. Kołodziej, Kildemand, Zengota, Ļebedevs
2. Protasiewicz, Hampel, Jonsson, Pawlicki
3. Musielak, Pedersen, Lindgren, Buczkowski
4. Baliński, Świderski, Jankowski, Skórnicki
5. Kołodziej, Jankowski, Pawlicki, Lindgren
6. Musielak, Jonsson, Skórnicki, Kildemand
7. Pedersen, Baliński, Zengota, Protasiewicz
8. Świderski, Hampel, Ļebedevs, Kaczmarek (Buczkowski t)
9. Kołodziej, Świderski, Pedersen, Jonsson
10. Buczkowski, Pawlicki, Baliński, Kildemand
11. Hampel, Zengota, Skórnicki, Lindgren
12. Musielak, Protasiewicz, Ļebedevs, Jankowski
13. Kołodziej, Protasiewicz, Skórnicki, Buczkowski
14. Hampel, Jankowski, Kildemand, Pedersen
15. Zengota, Świderski, Musielak, Pawlicki
16. Lindgren, Jonsson, Piosicki (Baliński w/2min.), Ļebedevs (w/su)
17. Kołodziej, Hampel, Musielak, Baliński (d/start)
18. Świderski, Protasiewicz, Kildemand, Lindgren
19. Buczkowski, Zengota, Jonsson, Jankowski
20. Pawlicki, Skórnicki, Ļebedevs, Pedersen (w/su)
21. Bieg o 2. miejsce: Hampel, Świderski